# Deutsche Fechtmeisterschaften 2024
Bei den Deutschen Fechtmeisterschaften 2024 wurden die Einzel- und Mannschaftsmeisterschaften des Fechtsports nach Waffengattungen getrennt in drei Wettbewerben ausgetragen. Die Meisterschaften wurden vom Deutschen Fechter-Bund organisiert.

## Florett
Die Wettbewerbe fanden am 23. und 24. März 2024 in Bonn statt.

### Damen (Einzel)
| Platz | Sportler                | Verein                       |
| ----- | ----------------------- | ---------------------------- |
| 1     | Aliya Dhuique-Hein      | FC Tauberbischofsheim        |
| 2     | Luca Sarah Holland-Cunz | TSG Weinheim                 |
| 3     | Anne Kirsch             | FC Tauberbischofsheim        |
| 3     | Zsofia Posgay           | Polizeisportverein Stuttgart |

Weitere Platzierungen: 5. Carlotta Morandi (FC Tauberbischofsheim), 6. Leandra Behr (FC Tauberbischofsheim), 7. Lea Zoni (Fechtzentrum Halle), 8. Lucia Arnela  (FC Tauberbischofsheim)

### Damen (Mannschaft)
| Platz | Verein                | Sportler                                                               |
| ----- | --------------------- | ---------------------------------------------------------------------- |
| 1     | FC Tauberbischofsheim | Pia Ueltgesforth Leandra Behr Aliya Dhuique-Hein Carlotta Morandi      |
| 2     | TSG Weinheim          | Celia Hohenadel Luca Sarah Holland-Cunz Leilani Hohenadel Marie Höfler |
| 3     | PSV Stuttgart         | Lara Witt Aline Rustler Greta Vogel Zsofia Posgay                      |

Weitere Platzierungen: 4. SC Berlin (Julia Berger, Leonie Hartmann, Kim Kirschen, Veranika Seiffert)

### Herren (Einzel)
| Platz | Sportler        | Verein                |
| ----- | --------------- | --------------------- |
| 1     | Alexander Kahl  | TG Hanau              |
| 2     | Paul Luca Faul  | FC Tauberbischofsheim |
| 3     | Jan Fritsche    | MTV München           |
| 3     | Julian Detering | KTF Luitpold München  |

Weitere Platzierungen: 5. Felix Klein (FC Tauberbischofsheim), 6. Bastian Kappus (FC Tauberbischofsheim), 7. Moritz Renner (TSG Weinheim), 8. Henri Ask (ÄFK Stockholm, Schweden)

### Herren (Mannschaft)
| Platz | Verein                | Sportler                                                        |
| ----- | --------------------- | --------------------------------------------------------------- |
| 1     | TSG Weinheim          | Sebastiano Gröteke Philipp Sembach Moritz Renner Laurenz Rieger |
| 2     | FC Tauberbischofsheim | Paul Luca Faul Luis Klein Felix Klein Bastian Kappus            |
| 3     | KTF Luitpold München  | Julan Detering Henri Ask Niklas Diestelkamp Korbinian Koller    |

Weitere Platzierungen: 4. FC Moers (Henrik Barbi, Nils Alexander Fabinger, David Liebscher, Simon Polotzek)

## Degen
Die Wettbewerbe fanden am 25. und 26. Mai 2024 in Leverkusen statt.

### Damen (Einzel)
| Platz | Sportler         | Verein                  |
| ----- | ---------------- | ----------------------- |
| 1     | Alexandra Ndolo  | TSV Bayer 04 Leverkusen |
| 2     | Cagla Aytekin    | Eintracht Frankfurt     |
| 3     | Ricarda Multerer | TSV Bayer 04 Leverkusen |
| 3     | Alexandra Ehler  | TSV Bayer 04 Leverkusen |

Weitere Platzierungen: 5. Gala Hess Sancho (TSV Bayer 04 Leverkusen), 6. Alexandra Zittel (Heidenheimer SB), 7. Lara Goldmann (TSV Bayer 04 Leverkusen), 8.  Vanessa Heinz (Heidenheimer SB), 9. Anna Jonas (Heidenheimer SB)

### Damen (Mannschaft)
| Platz | Verein                  | Sportler                                                       |
| ----- | ----------------------- | -------------------------------------------------------------- |
| 1     | TSV Bayer 04 Leverkusen | Alexandra Ndolo Lara Goldmann Alexandra Ehler Ricarda Multerer |
| 2     | Heidenheimer SB         | Vanessa Heinz Daria Yoosefi Anna Jonas Alexandra Zittel        |
| 3     | FC Tauberbischofsheim   | Lina Zerrweck Katharina Kozielski Shirin Vollrath Alla Zittel  |

Weitere Platzierungen: 4. FC Leipzig (Rebekka Krause, Klara Jaskulla, Luise Ziegler, Lisa Marie Mielke)

### Herren (Einzel)
| Platz | Sportler         | Verein                  |
| ----- | ---------------- | ----------------------- |
| 1     | Nikolaus Bodoczi | Fechtclub Offenbach     |
| 2     | Marco Brinkmann  | TSV Bayer 04 Leverkusen |
| 3     | Tobias Weckerle  | TSV Bayer 04 Leverkusen |
| 3     | Jacob Stange     | Fechtzentrum Solingen   |

Weitere Platzierungen: 5. Samuel Unterhauser (FC Tauberbischofsheim), 6. Lukas Bellmann (TSV Bayer 04 Leverkusen), 7. Kirill Timoshenko (Frankfurter TV), 8. Rico Leiser (Aachener FC)

### Herren (Mannschaft)
| Platz | Verein                       | Sportler                                                              |
| ----- | ---------------------------- | --------------------------------------------------------------------- |
| 1     | TSV Bayer 04 Leverkusen      | Lukas Bellmann Marco Brinkmann Fabian Herzberg Hendrik-Kilian Kolditz |
| 2     | Heidelberger FC/TSG Rohrbach | Julian Kulozik Mika Ehringhaus Peter Bitsch Robert Schmier            |
| 3     | Fechtclub Offenbach          | Maximilian Meszaros Roman Samoilov David Dergay Nikolaus Bodoczi      |

Weitere Platzierungen: 4.  FC Leipzig (Christoph Michalski, Ole Petersen, Leon Gießer, Alexander Tettenborn)

## Säbel
Die Wettbewerbe fanden am 8. Juni und 9. Juni 2024 in Künzelsau statt.

### Damen (Einzel)
| Platz | Sportler        | Verein             |
| ----- | --------------- | ------------------ |
| 1     | Larissa Eifler  | TSV Bayer Dormagen |
| 2     | Julika Funke    | FC Würth Künzelsau |
| 3     | Elisabeth Gette | FC Würth Künzelsau |
| 3     | Lena Stemper    | FC Würth Künzelsau |

Weitere Platzierungen: 5. Christine Marie Weber (FC Würth Künzelsau), 6. Victoria Graudins  (Mainzer TV), 7. Marisa Victoria Kurzawa (TSV Bayer Dormagen), 8. Livia Küpper  (Eintracht Dortmund)

### Damen (Mannschaft)
| Platz | Verein             | Sportler                                                            |
| ----- | ------------------ | ------------------------------------------------------------------- |
| 1     | FC Würth Künzelsau | Christine Marie Weber Julika Funke Elisabeth Gette Lena Stemper     |
| 2     | TSV Bayer Dormagen | Marisa Victoria Kurzawa Felice Herbon Cisanne Herbon Larissa Eifler |
| 3     | Mainzer TV         | Valentina Varnakhina Marie Thomé Catalin Graudins Victoria Graudins |

Weitere Platzierungen: 4. TSG Eislingen (Karen Fischer, Valentine Ketterer, Anastasija Hirschfeld, Julia Preßmar)

### Herren (Einzel)
| Platz | Sportler              | Verein             |
| ----- | --------------------- | ------------------ |
| 1     | Leon Schlaffer        | TSV Bayer Dormagen |
| 2     | Philipp-Bernd Methner | TSV Bayer Dormagen |
| 3     | Leon Kuzmin           | TSV Bayer Dormagen |
| 3     | Julian Maklakov       | FS Bielefelder TG  |

Weitere Platzierungen: 5. Karl Dünger (FC Würth Künzelsau), 6. Matthis Husmann (TSV Bayer Dormagen), 7. Marc Neuhäuser (Mainzer TV), 8. Jan Ole Hülshörster  (OFC Bonn)

### Herren (Mannschaft)
| Platz | Verein             | Sportler                                                               |
| ----- | ------------------ | ---------------------------------------------------------------------- |
| 1     | TSV Bayer Dormagen | Leon Schlaffer Philipp-Bernd Methner Leon Kuzmin Eric Simon Seefeld    |
| 2     | FC Würth Künzelsau | Nicklas Sören Colin Gommel Enrico Reifschneider Karl Dünger            |
| 3     | OFC Bonn           | Jan Ole Hülshörster Florian Becker Robert Piecha Arne Josef Effelsberg |

Weitere Platzierungen: 4. Mainzer TV (Simon Thomé, Marc Neuhäuser, Carl Malte Eberhardt, Oscar Bretz)